# Selliguea oxyloba
Selliguea oxyloba är en stensöteväxtart som först beskrevs av Nathaniel Wallich och Kze., och fick sitt nu gällande namn av Fraser-jenk. Selliguea oxyloba ingår i släktet Selliguea och familjen Polypodiaceae. Inga underarter finns listade.